# Lumbriculus variegatus
Lumbriculus
Genre
Espèce
Lumbriculus variegatus (California blackworm pour les Américains) est un ver annélide oligochète de la famille des Lumbriculidae, qui vit à la surface des sédiments d'eaux douces, souvent à proximité de la surface de l'eau.
Sa forme et son apparence évoquent celles du Tubifex tubifex mais L. variegatus est souvent plus grand, et de couleur plus foncée.
Il est moins connu du grand public et même des biologistes que le tubifex, bien qu'étant parfois utilisé comme espèce modèle.

## Espèce modèle
Chez cette espèce très facile a élever (hormis pour la reproduction sexuée), les biologistes et neurologues ont notamment étudié :
- sa capacité de restauration du système réflexe chez des organismes se régénérant après avoir été sectionnés ;
- sa capacité de régénération de parties perdues du corps ;
- le phénomène de pulsation dans les vaisseaux sanguins ;
- le réflexe de natation ;
- le comportement-réflexe péristaltique d'exploration ;
- le potentiel électrique de ses fibres nerveuses (axones) géantes ;
- sa sensibilité écotoxicologique (à l'exposition à des doses sublétales d'agents pharmacologiques ou de contaminants et polluants de l'environnement.

### Toxicologie, écotoxicologie
C'est une espèce bioindicatrice car sensible à certains polluants.
En recherche, elle est utilisée pour évaluer la toxicité et l'écotoxicité de certains sédiments et/ou pour y mesurer le degré de bioaccumulation de certains polluants ou produits indésirables, dont par exemple des polluants divers de sédiments fluviaux (par exemple du Mississippi supérieur, ou des HAPs,ou encore des pesticides tels que le Chlorpyrifos et l'Atrazine.
On l'utilise aussi pour mesurer la toxicocinétique de certains polluants (ex : retardateurs de flamme polybromés ou la biotransformation de polluants organiques (tels que les HAPs)
Pour des raisons mal comprises, on aussi récemment montré qu'elle est très perturbée par l'apport de charbon de bois activé dans son environnement (or l'apport de charbon activé est l'une des nouvelles méthodes utilisée pour la dépollution des sédiments).

## Classification
Bien que ressemblant fortement au tubifex, Lumbriculus est classé dans un autre ordre (Lumbriculida), ce qui en fait un groupe séparé de celui des tubifex et des vers de terre respectivement classés dans l'ordre Tubificida et Haplotaxida.
Synonymie : cette espèce a aussi autrefois été dénommée :
- Lumbricus variegatus Müller, 1774 ;
- Saenuris variegata Hoffmeister, 1842.

Phylogénie : il n'y a pas encore de consensus concernant l'histoire évolutive de cette espèce ni ses liens avec les autres groupes d'annélides. Certains phylogénéticiens et biologistes estiment que l'ordre des Lumbriculida pourrait être un groupe primitif à l'origine de la branche des annélides oligochètes, mais les interprétations sont rendues difficiles par la grande variabilité du nombre et de l'emplacement des gonades chez les Lumbriculidae (un caractère fréquent chez les vers primitifs capables de se reproduction asexuée par fragmentation).

## Aire de répartition
Les Lumbriculus sont trouvés en Amérique du Nord et en Europe.

## Habitat, microhabitats
Ces vers affectionnent les habitats vaseux peu profonds et proches des berges de lacs ou d'étangs, les zones humides marécageuses non acides et riches en matière organique en décomposition.

## Alimentation
Ces vers consomment des microalgues, des cyanophycées et se nourrissant aussi de matière en décomposition (une partie de la nécromasse végétale et des micro-organismes ; bactéries, champignons…).
Leurs microhabitats préférés sont notamment
- les accumulations de feuilles mortes en décomposition ;
- les branches ou racines submergées et en décomposition ;
- les sédiments situés à la base de la végétation émergente (roselière notamment).

On en trouve parfois dans des sédiments vaseux un peu plus profonds, mais les tubifex y sont plus fréquents.

## Écologie et mode de vie
Dans son habitat, Lumbriculus est un animal fouisseur, qui utilise sa tête pour forer les sédiments et les débris mous, alors que sa partie caudale ; organe spécialisé de la respiration est maintenue proche de la surface de l'eau ou loin du sédiment (sans onduler comme chez les tubifex). Il sert de nourriture à de nombreuses espèces, dont oiseaux d'eau, amphibiens, larves d'insectes aquatiques, sangsue, écrevisses, petits poissons, etc.
Quand cela lui est possible, sa queue se dresse vers la surface de l'eau et y forme un coude à angle droit qui rompt la tension superficielle de l'eau, posture qui semble favoriser des échanges gazeux plus intenses entre l'air et un vaisseau sanguin pulsé dorsal située sous son épiderme. Un tel comportement n'existe pas chez les vers tubificidés, qui vivent souvent un peu plus profondément sous la surface et dont la queue ondule sous l'eau pour favoriser les échanges gazeux.
Pour des raisons mal comprises, les spécimens de Lumbriculus prélevés dans le milieu naturel sont souvent plus grands et plus épais que ceux élevés en laboratoire, et bien plus grands que les tubifex trouvés dans la nature (on a trouvé des Lumbriculus mesurant jusqu'à 10 cm de long pour environ 200-250 segments sur le corps) et de 1,5 mm de diamètre ; ces spécimens semblent toujours être des individus hermaphrodites sexuellement matures.
La reproduction sexuée de vers adultes ne semble pas avoir été observée ni documentée, mais on suppose qu'il y a copulation et échange de sperme, comme cela est observé chez de nombreux vers de terre.
Puis, les vers hermaphrodites fécondés émettent chacun des capsules ou « cocons » transparents. Chaque cocon contient de 4 à 11 œufs fécondés. Le développement embryonnaire aboutit à un jeune ver (sans passer par un stade larvaire). De petits vers autonomes d'environ 1 cm de longueur, sortent du cocon environ deux semaines après la fécondation.

## Élevage, culturein vitro
Les vers cultivées en conditions standard (de laboratoire) sont généralement plus petits (4 à 6 cm) et n'atteignent jamais la maturité sexuelle ni n'ont jamais produit de cocons, au profit d'une reproduction toujours asexuée (par fragmentation ; chaque ver se divisant spontanément en deux ou plusieurs fragments qui généreront chacun un nouveau ver en formant une nouvelle extrémité ; tête ou queue ou les deux. Chaque nouveau ver comporte dans ce cas à la fois des segments anciens et nouveaux, d'âge différent, représentant un développement de deux générations, ou plus.

## Anatomie, physiologie
La tête et la queue sont tous deux translucides mais se distinguent facilement : Les segments de tête sont plus épais et ont une pigmentation plus foncée. Ils sont plus durs et plus mobiles que les derniers segments de la queue.
Les premiers segments antérieurs (8 à 10) comprennent des structures spécialisées dont un prostomium conique, un pharynx musculaire, ainsi que les organes sexuels mâles et femelles (hermaphrodisme).

### Capacité d'autoamputation immédiate
Elle permet la reproduction asexuée par fragmentation, mais peut aussi être une réponse à une blessure ou à d'autres types de traumatisme ou stimulations nociceptives (réponse réflexe de protection induite par un stimulus imitant une attaque de prédateur).
Ainsi une simple compression du corps induit une division rapide et nette du corps en moins d'un cinquième de seconde.

### Capacité de régénération rapide
Il n'est pas la seule espèce à être capable de régénération chez les vers, mais ses capacités sont remarquables : un individu entier peut être régénéré, c'est-à-dire être fonctionnel et doté d'une nouvelle tête et/ou d'une nouvelle queue, en six jours seulement, et à partir d'un fragment ne contenant que 3 segments du ver. De nouveaux segments intermédiaires apparaissent ensuite, qui allongent peu à peu le corps.

## «Gradients» anatomique et physiologique, non fixés
Les segments de l'arrière du corps apparaissent visuellement semblables les uns aux autres, mais ils présentent pourtant des différences majeures ; dans leur structure et pour leurs fonctions le long du corps. Ces différences sont graduellement plus marquées vers l'arrière du ver (gradient antéro-postérieures) et elles affectent presque tous les organes.
Contrairement à ce qui est observé chez des oligochètes tels que les sangsues ou les vers de terre, chez L. variegatus l'identité régionale et numérique d'un segment n'est jamais définitive une fois pour toutes, même quand les segments ont déjà mûri : les segments des régions postérieures et du milieu du corps conservent une capacité à rapidement et radicalement se transformer en d'autres segments antérieurs. Ceci et lié à la remarquable capacité de cette espèce à reproduire se cloner par auto-fragmentation en régénérant les segments et organes manquants,.

## Musculature
Comme chez la plupart des oligochètes, les muscles de la paroi de chaque segment sont disposés en deux couches distinctes et croisés sous la peau en une couche musculaire circulaire et une couche longitudinale.
Ceux-ci forment des sortes de feuilles cylindriques plus ou moins continues faisant le tour de chaque segment du corps. Les fibres musculaires de ces couches sont des fibres striées obliquement.
En l'absence de squelette et d'éléments durs, les mouvements de ces muscles induisent des forces qui agissent sur les organes internes, les compartiments du corps remplis de liquide dont la cavité cœlome et l'intestin. Ainsi, chaque segment peut changer de forme, mais non de volume, car les fluides internes sont incompressibles. La structure de soutien général est un squelette hydrostatique (typique de nombreux invertébrés fouisseurs dénués d'appendices).
Les deux couches musculaires (circulaire et longitudinale) agissent en opposition l'une par rapport à l'autre. Quand les fibres de la couche externe du muscle circulaire se contractent, le diamètre du segment diminue, mais le segment s'allonge. Quand la fibre longitudinale (juste sous la couche circulaire) se contracte le segment raccourcit mais son diamètre enfle.
Peu d'informations semblent disponibles sur les caractéristiques bioélectrochimiques et physiologiques des cellules musculaires du Lumbriculus.
D'autres petits muscles accessoires sont présents dans certaines parties du corps, dont ceux qui font saillir ou se rétracter les soies extérieures de chaque segment (on trouve quatre paires de soies dans un segment typique du corps d'un Lumbriculus, situées sur les côtés et sous le ventre, comme chez le ver de terre commun (Lumbricus terrestris). Quand le ver rampe, les soies font saillie sur les segments qui subissent un raccourcissement et un épaississement dû à la contraction musculaire longitudinale, ce qui aide le segment à s'ancrer sur le substrat en facilitant la reptation. Les soies sont escamotées quand le segment s'allonge et s'amincit lors de la contraction du muscle circulaire.

## Système sanguin
Le sang du Lumbriculus est de couleur rouge en raison d'un pigment sanguin proche de notre hémoglobine (l'érythrocruorine en suspension dans le plasma).
Il n'y a pas de cœur ; ce sont les contractions rythmiques du vaisseau sanguin dorsal qui pulsent le sang, segment par segment, à partir de la queue (lieu principal d'échange gazeux) vers la tête via un système de vaisseaux et de capillaires. La peau étant transparente, ces pulsations sont facilement observables, de même que le gros vaisseau sanguin qui colporte le sang (et qui lui n'est pas contractile).
Organe d'intérêt pour la toxicologie : Lesiuk et Drewes ont montré en 1999 que la fréquence des pulsations est affectée par divers agents pharmacologiques ; elle est par exemple fortement accélérée par la caféine et la nicotine.
Comme d'autres espèces apparentées, dans la plupart des segments du corps d'un Lumbriculus, on trouve aussi des paires latérales de vaisseaux pulsatiles (bifurcations du vaisseau sanguin dorsal) dont la pulsation est coordonnée à celles du vaisseau dorsal. Stempheson en 1930 a proposé l'hypothèse qu'il puisse s'agir d'une fonction de pompage auxiliaire.

## Système nerveux
Le système nerveux central, rudimentaire, est formé d'un ganglion cérébral (supra-œsophagien) fusionné dans le segment no 1 et d'une chaîne nerveuse ventrale qui s'étend en continu tout le long du corps.
Dans un segment typique, la corde nerveuse ventrale possède quatre paires de nerfs (« nerfs segmentaires ») qui s'étendent dans les parties latérales et dorsales du segment.
Certaines fibres nerveuses ont des fonctions sensorielles ; elles détectent les stimulations reçues par la peau et par les soies. 
D'autres sont des fibres qui innervent le système moteur (muscles) de la paroi du corps. D'autres encore connectent les glandes au système nerveux.
Ce ver n'a pas d'yeux, mais des structures sensorielles présentes dans la paroi du corps du Lumbriculus comprennent des cellules photosensibles primitives, capables de détecter le passage d'une ombre.
Des neurones connectés à des cellules dotées de récepteurs de pression réagissent au toucher, aux vibrations, ou à la pression. Des cellules chimio-sensorielles, sensibles au « goût » de l'eau et des produits toxiques pour ce ver présent dans l'eau existent aussi ; elles jouent sans doute un rôle dans la détection de produits chimiques dissous dans l'eau, ainsi que pour la recherche et détection de nutriments et peut-être pour la détection de l'oxygène dissous.

## Réflexes de fuite
Quand la queue du ver est à la surface de l'eau, ces cellules nerveuses peuvent détecter le passage d'une ombre au-dessus de l'eau ou une vibration soudaine de l'eau, qui semble être interprétées par l'animal comme le signe d'une possible attaque mortelle par un prédateur. Sa défense consiste en une rétraction immédiate de la queue (correspondant à une contraction soudaine des muscles longitudinaux). Une réaction comparable de retrait de la tête se produit quand cette dernière est touchée à l'improviste.
Ces deux réponses réflexes sont médiées par des axones (fibres nerveuses) géants situées à l'intérieur de la chaîne nerveuse ventrale le long du corps tout entier. Ces fibres géantes semblent dédiées à la conduction rapide de l'influx nerveux vers les neurones moteurs et l'innervation des muscles longitudinaux capables de brusquement raccourcir le corps du ver,.
Lesiuk et Drewes en 2001 ont montré que ces fibres nerveuses géantes ont une capacité remarquable à se régénérer après section de la corde ventrale ou ablation : une reconnexion fonctionnelle des axones coupés a lieu en moins de dix heures.
On a aussi observé plusieurs réponses locomotrices et comportementales en situation de stress :
- si un ver est couché sur une surface rugueuse où il ne peut s'enfouir dans le sédiment, et si des segments de sa queue sont alors touchés par quelque chose, il répond par réflexe péristaltique de reptation vers l'avant en alternant des ondes de contraction des muscles circulaires et longitudinaux (en vagues de contractions se déplaçant de l'avant vers l'arrière le long du corps)[22]. 
Si sur cette même surface rugueuse ce sont des segments proches de la tête qui sont touchés, la réponse est inverse ; au lieu d'avancer, le ver recule en produisant des ondes péristaltiques qui se déplacent de la queue vers la tête[22]. Les biologistes désignent ce mode de déplacement par l'expression « ondes rétrogrades » (car l'onde de contraction des muscles se déplace dans la direction opposée à la direction du mouvement général du corps[22] ;
- si un Lumbriculus est immergé dans un espace ouvert, sans abri proche et qu'il subit une traction par le dessous, il peut s'enfuir en générant un mouvement ondulatoire (mode inhabituel de natation chez cette espèce). Ce réflexe est déclenché par un contact soudain d'un segment de la queue[22]. Le corps du ver se tord en un mouvement hélicoïdal (mouvement connu chez certaines bactéries, dont spirochètes, et chez quelques autres vers[23]) se déplaçant vers l'arrière ce qui propulse le corps vers l'avant. Les vagues successives de contractions musculaires sont trop rapides pour être détectées à l'œil nu (elles alternent dans le sens horaire et anti-horaire). La durée de l'épisode est brève et suffit normalement à déplacer l'animal à une distance correspondant à une fois à plusieurs fois la longueur de son corps dans une direction opposée à celle du stimulus « menaçant »[3] ;
- si dans le même type d'environnement, le ver est soumis à une faible traction, il a un réflexe d'inversion du corps[24]. Si la tête est touchée, ce mouvement se produit en une fraction de seconde et prépare une fuite dans une direction à 180° de la direction qu'il avait antérieurement. La fuite n'est généralement déclenchée que par un second stimulus s'il se produit peu après (contact, vibration)[3] ;
- s'ils sont exposés à un stress hydrique (disposés sur une plaque sèche, en laboratoire) les individus de cette espèce peuvent former des « blobs » (amas enchevêtrés visqueux se comportant comme des « gouttes viscoélastique actives » de dizaines à milliers de vers) atteignant parfois la taille d’un ballon de basket voire plus gros. Ces blobs (filmés en vidéo/time-lapse[25]) ont un comportement pulsatile et exploratoire, et à la manière d'autres organismes (bactéries, manchots, certains poissons tels que les sardines ou oiseaux tels que les étourneaux, humains…) ils se comportent momentanément un peu comme un superorganisme capable de former une foule dense et déformable, pouvant se faufiler entre des obstacles ou dans un tube, rebondir sur un obstacle, s’étendre ou se rétrécir en fonction des circonstances. Il a été montré — en laboratoire et en situation émergée contrôlée — que ce comportement collectif aide les individus à résister à certaines conditions extrêmes, dont la déshydratation. Un ver seul meurt en moins d'une heure s'il est exposé à l'air ambiant, mais un groupe (blob) de 20 vers survit plus de 5 heures et plus le nombre de vers est élevé, plus longtemps il survit (le temps de survie varie de manière approximativement linéaire quand N augmente ) ; Dans une grappe les vers bougent continuellement, se déshydratant uniquement quand ils sont à l'extérieur, avant de retrouver un peu d'humidité au sein de la grappe[26]. Le blob réagit aussi à la chaleur, dans un récipient où la température diffère selon les endroits, quelques vers explorent l'environnement et guident la boule de vers en direction de la zone où la température est préférée[26].

Ces comportements individuels et collectifs peuvent inspirer des systèmes de robots en essaim (robots mous éventuellement).

### Vidéographie
- Vidéo présentant le mouvement péristaltique de pulsation sanguine chez Lumbriculus varietagus.